# 레탈룰레우주

레탈룰레우 주의 위치

레탈룰레우주(스페인어: Departamento de Retalhuleu)는 과테말라 남서부에 위치한 주로 주도는 레탈룰레우이며 면적은 1,856km2, 인구는 241,411명(2002년 기준)이다.
북쪽으로는 케트살테낭고 주, 남쪽으로는 태평양, 동쪽으로는 수치테페케스 주, 서쪽으로는 산마르코스 주와 접한다. 9개 지방 자치체를 관할한다.